# Craig Reynolds
Pour les articles homonymes, voir Craig Reynolds (acteur) et Reynolds.
Craig W. Reynolds, né le 15 mars 1953 à Chicago (Illinois, États-Unis), est un informaticien et infographiste américain, spécialiste des domaines de la vie artificielle. Il est notamment le créateur des Boids en 1986.
Il a aussi travaillé sur les effets spéciaux de films comme Une nuit en enfer, Tron ou Batman, le défi.  En 1997, il a gagné un Oscar scientifique ou technique.
Il travaille depuis 1998 au centre de recherche du groupe Sony Computer Entertainment près de San Francisco en Californie.

## Liens Externes
- Craig Reynolds' home page
- « Craig Reynolds » (présentation), sur l'Internet Movie Database